# LGV Rhin-Rhône
Az LGV Rhin-Rhône egy részben építés alatt álló, részben már 2011 december 11-én megnyílt kétvágányú, 25 kV 50 Hz-cel villamosított nagysebességű vasútvonal Franciaországban, mely Dél-Elzászt és Észak-Svájcot köti össze Párizzsal és később Lyonnal. A jelenleg elkészült keleti szakasza Dijon városát köti össze Mulhouse városával.

## A vonal

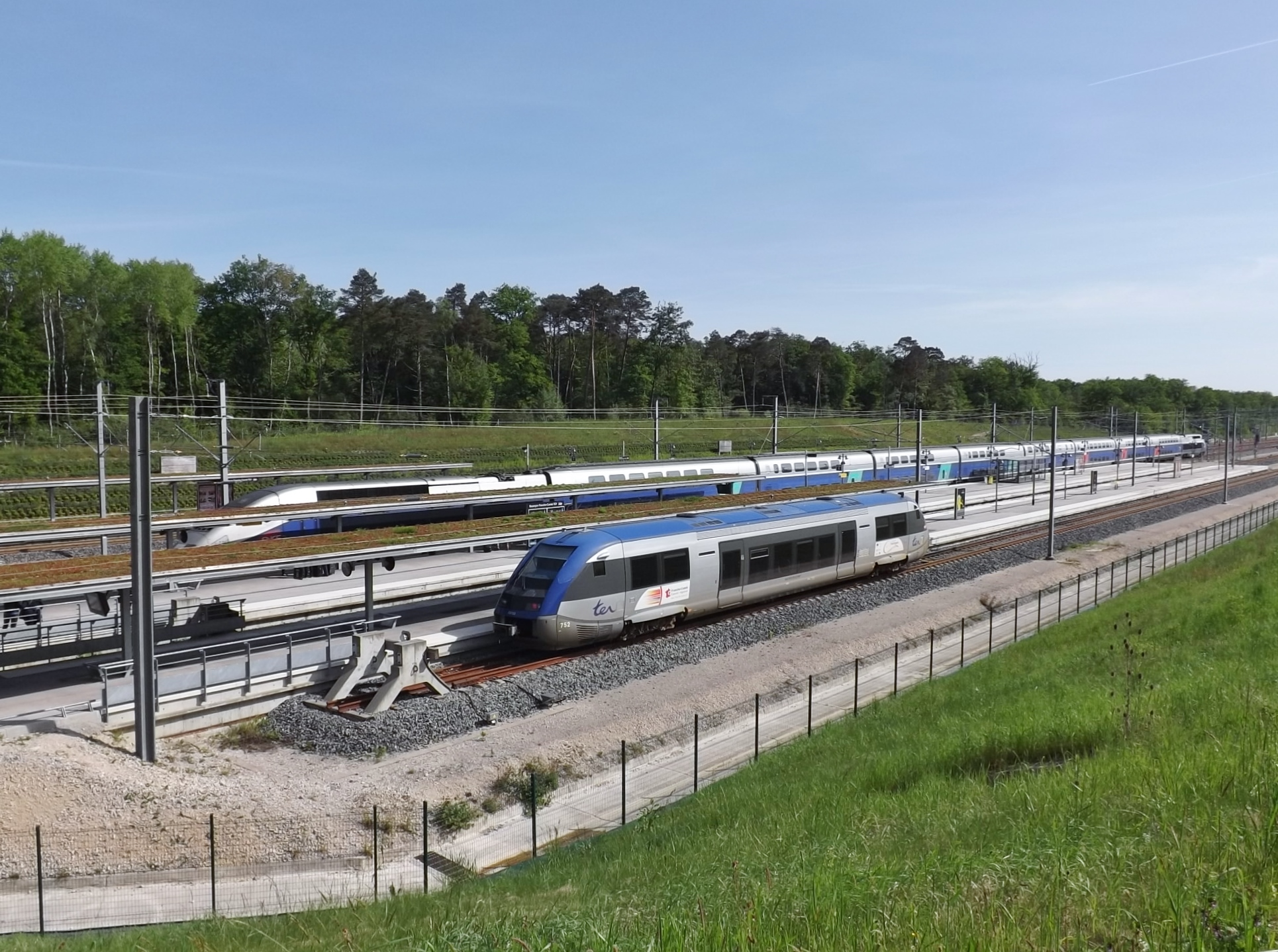
Gare de Besançon-Franche-Comté-TGV

A vasútvonal megépítése révén létrejön a nagysebességű vasúti kapcsolat Németország, Kelet-Franciaország, Svájc és a Földközi-tenger partján fekvő nagyvárosok, (Marseille, Nizza) között.
A kelet-nyugat irányú elágazás révén London, Brüsszel, Lille, Párizs, Elzász kerülnek összeköttetésbe a németországi ICE-hálózattal.
A projekt a következő franciaországi régiókat érinti: Elzász, Languedoc-Roussillon, Franche-Comté, Burgundia, Rhône-Alpes, Provence-Alpes-Côte d’Azur, Midi-Pyrénées és Lotaringia

## Építése
A vasútvonal építése három szakaszban történik:
- keleti szakasz Mulhouse és Dijon között - már elkészült
- nyugati szakasz Dijon és az LGV Sud-Est csatlakozás között - építés alatt
- déli szakasz Dijon és Lyon között - építés alatt

Az építkezést 2006. augusztus 7-én kezdték el Besançon mellett, a menetrend szerinti forgalom 2011 december 11-én indult meg.
A több mint 2 milliárd euróba kerülő projektet a francia vasúttársaság (SNCF, RFF), a régiók valamint a francia és svájci kormány finanszírozza.

## Utazási idő
A vasútvonal megépítésével az érintett nagyvárosok között utazási idő lecsökken majd:
| Útvonal             | Jövőbeli utazási idő | Jelenlegi utazási idő |
| ------------------- | -------------------- | --------------------- |
| Mulhouse–Párizs     | 2:45 h               | 3:11 h                |
| Mulhouse–Lyon       | 2:25 h               | 3:45 h                |
| Mulhouse–Dijon      | 1:10 h               | 2:40 h                |
| Straßburg–Lyon      | 3:15 h               | 4:35 h                |
| Belfort–Párizs      | 2:20 h               | 3:50 h                |
| Belfort–Dijon       | 0:50 h               | 2:15 h                |
| Dijon–Frankfurt     | 3:30 h               | 6:30 h                |
| Dijon–Strassburg    | 2:10 h               | 3:35 h                |
| Besançon–Marseille  | 3:35 h               | 4:15 h                |
| Besançon–Zürich     | 1:55 h               | 3:25 h                |
| Párizs-Zürich       | 3:45 h               | 4:20 h                |
| Párizs-Bázel        | 2:50 h               | 3:20 h                |
| Frankfurt-Marseille | 6:00 h               | 8:16 h                |

## Finanszírozás
Az építkezés költsége körülbelül 2 milliárd euró, járművekkel együtt, melyet több szervezet ad össze:
- RFF: 642 millió euró
- SNCF: 94 millió euró
- Svájc: 66 millió euró
- Burgundia: 131 millió euró
- Franche-Comté: 316 millió euró
- Elzász: 206 millió euró
- Rhône-Alpes: 66 millió euró
- Francia kormány: 785 millió euró
- Európai Unió: 200 millió euró

## Fordítás
Ez a szócikk részben vagy egészben  a   LGV Rhin-Rhône  című angol Wikipédia-szócikk ezen változatának fordításán alapul.  Az eredeti cikk szerkesztőit annak laptörténete sorolja fel. Ez a jelzés csupán a megfogalmazás eredetét és a szerzői jogokat jelzi, nem szolgál a cikkben szereplő információk forrásmegjelöléseként.